# چمن‌زار محو
چمن‌زار محو (انگلیسی: The Vanishing Prairie) یک فیلم مستند به کارگردانی جیمز آلگار است که در سال ۱۹۵۴ منتشر شد.